# Betsy Sullivan
Betsy Sullivan, obecnie Sharp (ur. 5 stycznia 1956) – jamajska skoczkini do wody, uczestniczka letnich igrzysk olimpijskich.
Sullivan wystąpiła na Igrzyskach Imperium Brytyjskiego i Wspólnoty Brytyjskiej 1966 odbywających się w Kingston. Reprezentowała Jamajkę na Letnich Igrzyskach Olimpijskich 1972 w Monachium. Wystąpiła w konkurencji trampolina 3 m indywidualnie, w której zakończyła rywalizację na 29. miejscu w kwalifikacjach z dorobkiem punktowym 210,39.